# Зелена кофта
«Зелена кофта» — український психологічний трилер режисера Володимира Тихого. Це історія юної дівчини, що намагається добитися справедливості у сучасній Україні, це історія про корупцію і байдужість українського суспільства. За фактологічну основу історії узято певні особливості поведінки серійних вбивць, а саме їх вразливість стосовно яскравих кольорів-подразників: саме зелений колір кофтинки, що головна героїня силоміць вдягнула на молодшого братика, провокує подальший трагічний розвиток подій у фільмі.
Міжнародна прем'єра стрічки відбулася 26 вересня 2013 року в Іспанії на конкурсній програмі секції «New directors» 61-го Сан-Себастьянського міжнародного кінофестивалю. Допрем'єрні покази фільму в Україні відбулися 18 березня 2014 року у київському кінотеатрі «Київ», а 20 березня 2014 року стрічка вийшла в обмежений прокат у містах-мільйонниках України.

## Опис фільму

### Синопсис
Фільм розповідає про наші дні. Події трилера обертаються навколо зникнення маленького 7-річного хлопчика. Коли міліція закриває справу, так і не розкривши її, старша сестра хлопчика вирішує взяти справу в свої руки і знайти брата сама. У неї є підозри на рахунок того, хто вбивця, і кому вона хоче помститися. Вона хоче вловити і покарати винного досить жорстокими методами.

### Подробиці сюжету
У головної героїні стрічки, старшокласниці Олі, серед білого дня, під час прогулянки по двору зникає семирічний брат. Оля не може розповісти, що сталося, оскільки хлопчик пропав з її поля зору, коли вона відволіклася на спілкування з хлопцем. Поблизу шастав якийсь підозрілий суб'єкт, але чи є він винуватцем викрадення, або просто проходив повз — незрозуміло, й Оля і не може його описати.
Минають місяці — ні вимог про викуп, ні нових свідоцтв, ні тіла. Іноді навідується слідчий, начебто гідна людина, незважаючи на зовнішню стриманість, приймає справу близько до серця. Здається, і він зайшов у глухий кут зі своїми розшуковими заходами. Зникнення хлопчика і можлива страшна розправа над ним, схоже, не надто позначається на рідних Олі.
Мати-істеричка зловживає заспокійливими не більш, ніж до трагедії, батько, що живе з новою сім'єю, незграбно намагається виконувати батьківські обов'язки, але, звичайно ж, не збирається через Олю псувати стосунки з молодою дружиною, а дідусь, який приїхав з провінції, щоб підтримати Олю і її мати, навіть радий можливості погостювати, влаштувавшись на звільненому ліжку онука.
Лише Оля не може прийти до тями після зникнення брата. Одного разу на людній вулиці поруч з героїнею, що зупинилася, щоб зав'язати шнурки, на мить затримується якийсь чоловік. Провівши поглядом його постать, дівчина вирішує простежити за ним, спочатку запідозривши, а потім, сповнившись упевненості, що він-то і є зловісним викрадачем. Коли допит чоловіка слідчим не дає результатів, Оля вирішує діяти самостійно…

## У ролях
- Олександра Петько
- Юрій Одинокий
- Борис Гавриленко
- Тарас Ткаченко
- Леся Калинська
- Ярослав Гаврилюк
- Іван Баклан

## Виробництво

### Кошторис
Бюджет «Зеленої кофти» склав приблизно 6,85 мільйонів гривень. Половину коштів надало Держкіно.

### Зйомки
Документаліст Володимир Тихий, режисер стрічки, зазначив, що робота над фільмом тривала чотири роки. Як зазначив Тихий «Все починалося з ідеї фільму, який ми планували зняти абсолютно своїми силами. Тоді, у 2010 році ми сподівалися знайти грант і зняти за 40 тисяч євро повнометражний фільм, користуючись послугами друзів».
Фільмування в основному проходило у 2012 році в Києві — зокрема, на Старій Дарниці та Харківському шосе.

## Участь у кінофестивалях
Стрічка «Зелена кофта» була учасником багатьох фестивалів та отримала позитивні відгуки від деяких критиків.
Загалом «Зелена кофта» брала участь у наступних кінофестивалях:
- Конкурсній програмі секції «New directors» 61-го Сан-Себастьянського міжнародного кінофестивалю (прем'єра 26 вересня 2013 року)[1][12]
- Конкурсній програмі секції «International competition» 29-го Варшавського міжнародного кінофестивалю (прем'єра 11 жовтня 2013 року)[13][14][15]
- Конкурсній програмі секції «Competitive: Features» 3-го Курітібського міжнародного кінофестивалю (прем'єра 1 червня 2014 року)[16][17]
- Конкурсній програмі секції «Національна конкурсна програма — повний метр» 5-го Одеського міжнародного кінофестивалю (прем'єра 15 липня 2014 року)[18]
  - Перемога у номінації «FIPRESCI Prize» (Національна конкурсна програма — повний метр)
  - Перемога у номінації «Special Jury Diploma» (Національна конкурсна програма — повний метр)

## Реліз
У 2013 році фрагменти картини були представлені в рамках роботи Українського національного павільйону на Каннському МКФ та у секції Work-in-Progress 4-го Одеського кінофестивалю.
Допрем'єрні покази фільму в Україні відбулися 18 березня 2014 року у київському кінотеатрі «Київ», а 20 березня 2014 року стрічка вийшла в обмежений прокат у містах-мільйонниках України.

## Відгуки кінокритиків
Фільм отримав змішані відгуки від українських кінокритиків. Серед позитивних аспектів фільму, оглядач видання «Наше слово» зауважив, що авторам стрічки «дуже добре вдалося передати атмосферу сучасної України, людей, які до кінця не розуміють, де вони живуть і що навколо відбувається. Російськомовні підлітки розмовляють про „дєнь пабєди“ та українських фашистів, службовці спілкуються українською мовою, а суспільство, залежно від контексту, раз говорить українською, а раз російською, або двома мовами одночасно.»